# Гомес Кастро, Лауреано
Лауреано Элеутрио Гомес Кастро (исп. Laureano Eleuterio Gómez Castro; 20 февраля 1889, Богота — 13 июля 1965, Богота) — президент Колумбии в 1950-51 годах. Член Колумбийской консервативной партии.
Родился в семье местной элиты, получил образование инженера. Работал журналистом, в 1911 году был впервые избран в парламент. В 1925-26 годах занимал должность министра общественных работ, в 1931-32 был послом в Германии, в 1932 году возглавил Консервативную партию. В период длительного пребывания либералов у власти Гомес возглавлял оппозицию. В 1936 году основал газету «El Siglo». Во время Второй мировой войны был одним из основателей фалангистского движения в Колумбии. В 1948 году некоторое время был министром иностранных дел.
В 1949 году был кандидатом от консерваторов на президентских выборах. Либералы выборы бойкотировали из-за убийства своего кандидата Хорхе Эльесера Гайтана и жестокого подавления президентом-консерватором Мариано Оспиной Пересом восстания Боготасо. Хотя Гомес остался единственным кандидатом на выборах, голосование всё же состоялось; явка составила 39,8%. 7 августа 1950 года Гомес вступил в должность.
В 1951 году пережил сердечный приступ, что вынудило его передать президентство преемнику (им стал Роберто Урданета Арбелаэс), которого избрал парламент, контролируемый консерваторами (либералы также бойкотировали и парламентские выборы).
После военного переворота Густаво Рохаса Пинильи 13 июня 1953 года Гомес бежал в Испанию. Вернулся в Колумбию после свержения Пинильи военной хунтой, обещавшей проведение демократических выборов. После возвращения возглавлял сенат (1958-62), оставался активным деятелем Консервативной партии до самой смерти.
Похоронен на Центральном кладбище Боготы.
Отец Альваро Гомеса Уртадо.